# Cabares
Cabares este un gen de fluturi din familia Hesperiidae. 